# Epischura nevadensis
Epischura nevadensis är en kräftdjursart som beskrevs av Lilljeborg in Guerne och Richard 1889. Epischura nevadensis ingår i släktet Epischura och familjen Temoridae. Inga underarter finns listade i Catalogue of Life.